# 左翼環境運動
左翼環境運動（アイスランド語: Vinstrihreyfing - Grænt framboð）は、アイスランドの環境政党。1999年に同盟結成を拒否した人民同盟、女性同盟の一部の議員が結成した。

## 近年の動向
2009年4月25日の総選挙で金融危機における前政権批判票を取り込み第3党に躍進。同盟と左派連立政権を発足。アルシングの任期満了に伴って2013年4月27日の総選挙では7議席の獲得に留まり敗北。連立与党である同盟も議席を減らし、過半数を得た独立党と進歩党による、シグムンドゥル・ダーヴィド・グンロイグソン（進歩党党首）を首班とする連立政権を5月に発足したことで下野した。
2017年総選挙では11議席を獲得し、第2党となって党首のカトリーン・ヤコブスドッティルが首相に就任したが、2021年総選挙では8議席にとどまり第3党となった。2024年総選挙では全議席を失うという惨敗を喫した。

## 政策

### 外交
- NATOからの脱退
- EU加盟に反対
- アメリカのアフガニスタン侵攻に反対
- イラク戦争に反対
- パレスチナ問題ではイスラエルに反対し、パレスチナ解放機構（PLO）を支持

### 内政
- 環境の保護
- 平等と社会正義
- 公正で繁栄している経済